# Alpluggskivling
Alpluggskivling (Paxillus rubicundulus) är en svampart som beskrevs av P.D. Orton 1969. Paxillus rubicundulus ingår i släktet pluggskivlingar och familjen Paxillaceae.   Inga underarter finns listade i Catalogue of Life.
I den svenska databasen Dyntaxa används istället namnet Paxillus filamentosus för samma taxon.  Arten är reproducerande i Sverige.

## Bildgalleri

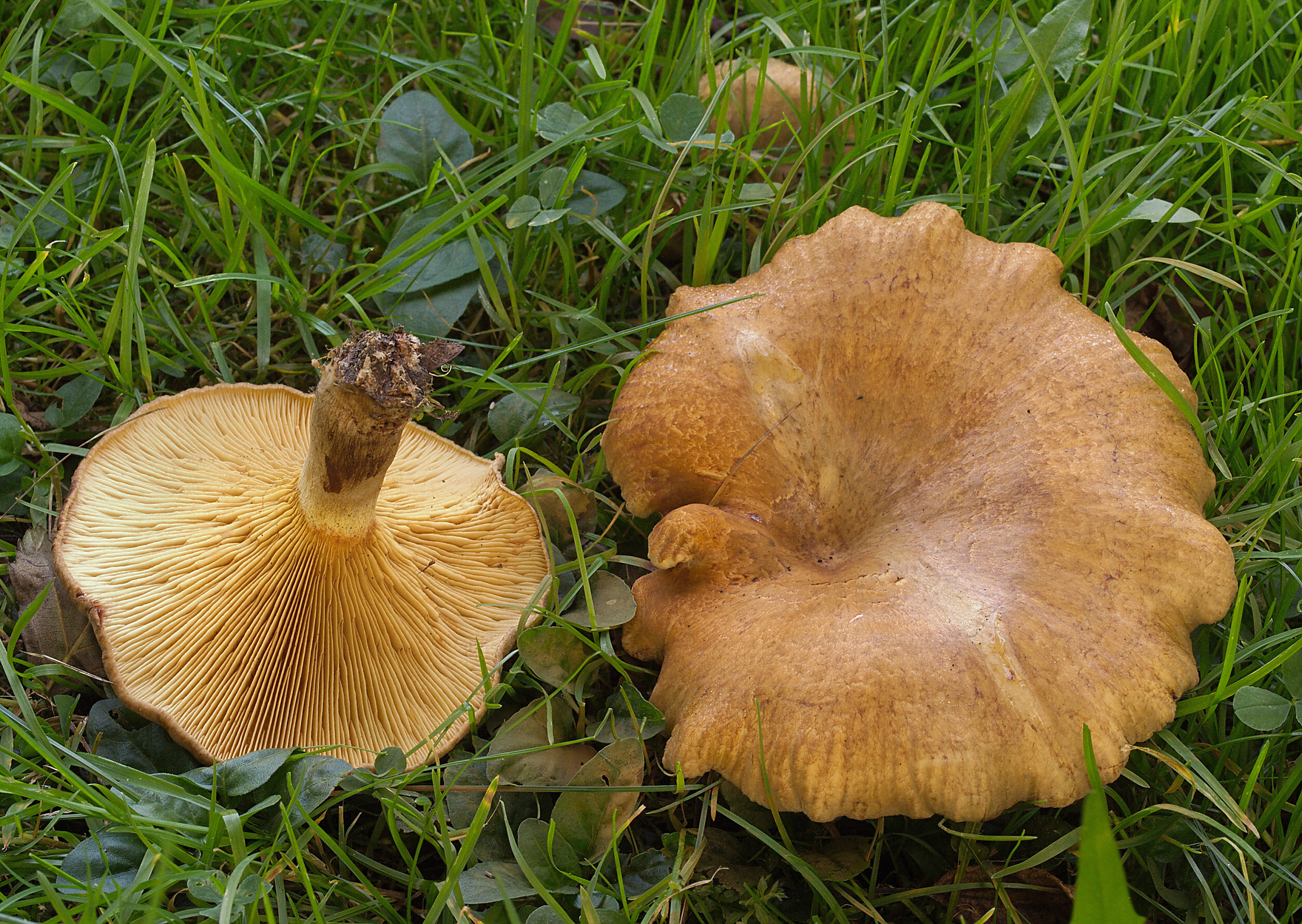
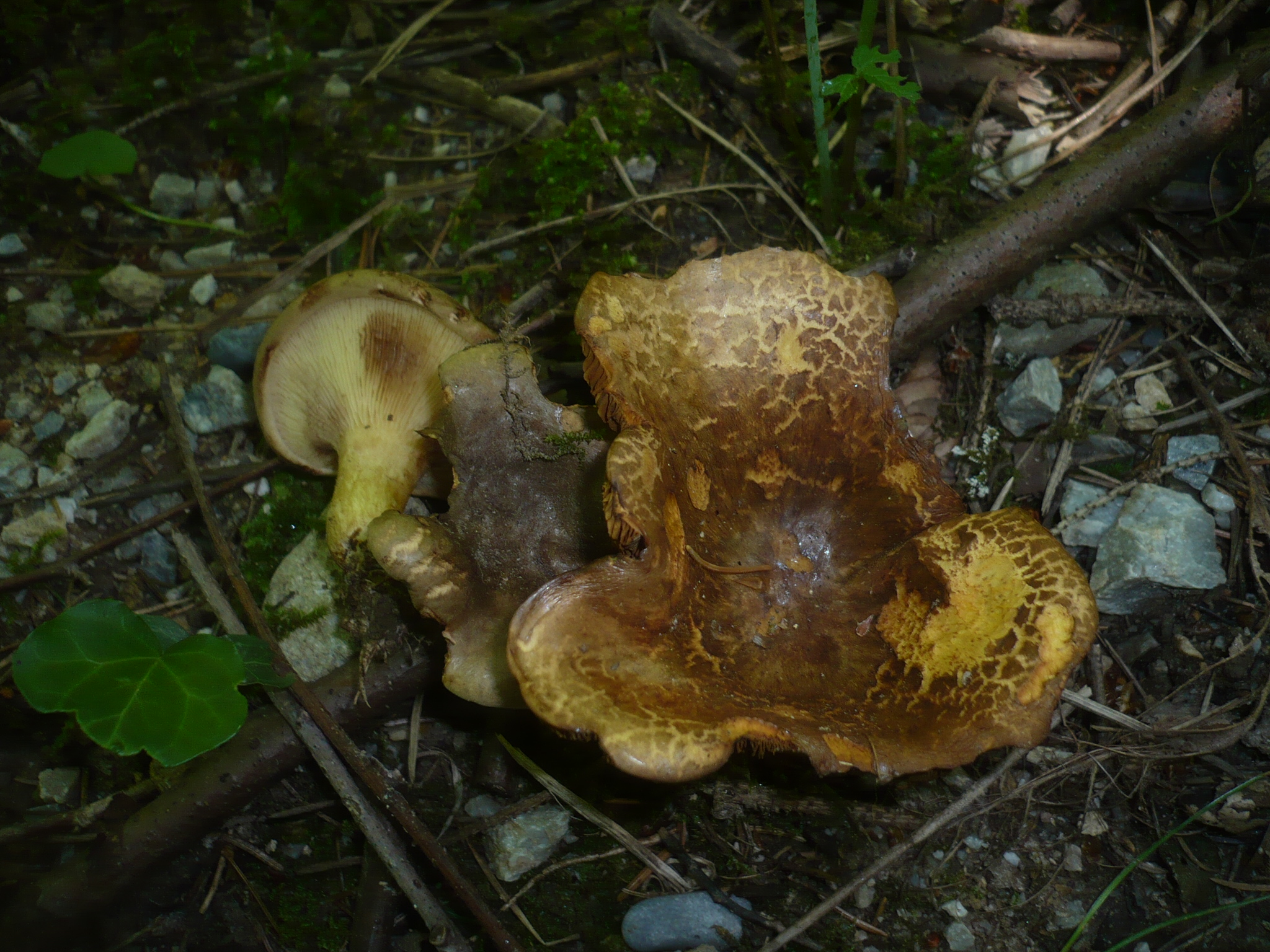